# Eleições autárquicas portuguesas de 1979 no distrito de Setúbal
| Eleições autárquicas portuguesas de 1979 Distritos: Aveiro \| Beja \| Braga \| Bragança \| Castelo Branco \| Coimbra \| Évora \| Faro \| Guarda \| Leiria \| Lisboa \| Portalegre \| Porto \| Santarém \| Setúbal \| Viana do Castelo \| Vila Real \| Viseu \| Açores \| Madeira |

## Resultados por concelho
Os resultados nos concelhos do distrito de Setúbal foram os seguintes:

### Alcácer do Sal
| Partido                 | Partido                   | Votos  | %               | +/-   | Vereadores | +/-     |
| ----------------------- | ------------------------- | ------ | --------------- | ----- | ---------- | ------- |
|                         | Aliança Povo Unido        | 6 154  | 62,71 / 100,00  | 7,58  | 5 / 7      | Estável |
|                         | Partido Socialista        | 1 686  | 17,18 / 100,00  | 15,25 | 1 / 7      | 1       |
|                         | Aliança Democrática       | 1 512  | 15,41 / 100,00  | Novo  | 1 / 7      | Novo    |
|                         | União Democrática Popular | 165    | 1,68 / 100,00   | -     | 0 / 7      | -       |
| Votos Inválidos         | Votos Inválidos           | 296    | 3,02 / 100,00   | 2,51  |            |         |
| Total                   | Total                     | 9 813  | 100,00 / 100,00 |       | 7 / 7      |         |
| Eleitorado/Participação | Eleitorado/Participação   | 12 836 | 76,45 / 100,00  | 7,36  |            |         |

### Alcochete
| Partido                 | Partido                   | Votos | %               | +/-   | Vereadores | +/-     |
| ----------------------- | ------------------------- | ----- | --------------- | ----- | ---------- | ------- |
|                         | Aliança Povo Unido        | 3 295 | 54,73 / 100,00  | 11,22 | 4 / 5      | 2       |
|                         | Partido Socialista        | 1 523 | 25,29 / 100,00  | 20,56 | 1 / 5      | 2       |
|                         | Partido Social Democrata  | 782   | 12,99 / 100,00  | -     | 0 / 5      | -       |
|                         | União Democrática Popular | 201   | 3,34 / 100,00   | -     | 0 / 5      | -       |
|                         | PCTP/MRPP                 | 108   | 1,79 / 100,00   | 0,02  | 0 / 5      | Estável |
| Votos Inválidos         | Votos Inválidos           | 112   | 1,87 / 100,00   | 1,47  |            |         |
| Total                   | Total                     | 6 021 | 100,00 / 100,00 |       | 5 / 5      |         |
| Eleitorado/Participação | Eleitorado/Participação   | 7 859 | 76,61 / 100,00  | 7,08  |            |         |

### Almada
| Partido                 | Partido                   | Votos   | %               | +/-   | Vereadores | +/-     |
| ----------------------- | ------------------------- | ------- | --------------- | ----- | ---------- | ------- |
|                         | Aliança Povo Unido        | 37 620  | 47,57 / 100,00  | 4,98  | 6 / 11     | Estável |
|                         | Aliança Democrática       | 20 802  | 26,30 / 100,00  | Novo  | 3 / 11     | Novo    |
|                         | Partido Socialista        | 16 941  | 21,42 / 100,00  | 12,31 | 2 / 11     | 2       |
|                         | União Democrática Popular | 2 574   | 3,25 / 100,00   | -     | 0 / 11     | -       |
| Votos Inválidos         | Votos Inválidos           | 1 148   | 1,45 / 100,00   | 0,98  |            |         |
| Total                   | Total                     | 79 085  | 100,00 / 100,00 |       | 11 / 11    |         |
| Eleitorado/Participação | Eleitorado/Participação   | 107 421 | 73,62 / 100,00  | 11,32 |            |         |

### Barreiro
| Partido                 | Partido                   | Votos  | %               | +/-   | Vereadores | +/-     |
| ----------------------- | ------------------------- | ------ | --------------- | ----- | ---------- | ------- |
|                         | Aliança Povo Unido        | 28 885 | 62,10 / 100,00  | 3,48  | 6 / 9      | Estável |
|                         | Partido Socialista        | 8 984  | 19,31 / 100,00  | 7,68  | 2 / 9      | 1       |
|                         | Partido Social Democrata  | 4 746  | 10,20 / 100,00  | -     | 1 / 9      | -       |
|                         | União Democrática Popular | 1 698  | 3,65 / 100,00   | -     | 0 / 9      | -       |
|                         | Centro Democrático Social | 1 346  | 2,89 / 100,00   | 0,19  | 0 / 9      | Estável |
|                         | PCTP/MRPP                 | 239    | 0,51 / 100,00   | 0,82  | 0 / 9      | Estável |
| Votos Inválidos         | Votos Inválidos           | 618    | 1,33 / 100,00   | 1,14  |            |         |
| Total                   | Total                     | 46 516 | 100,00 / 100,00 |       | 9 / 9      |         |
| Eleitorado/Participação | Eleitorado/Participação   | 60 655 | 76,69 / 100,00  | 10,12 |            |         |

### Grândola
| Partido                 | Partido                   | Votos  | %               | +/-   | Vereadores | +/-  |
| ----------------------- | ------------------------- | ------ | --------------- | ----- | ---------- | ---- |
|                         | Aliança Povo Unido        | 6 868  | 65,02 / 100,00  | 7,58  | 5 / 7      | 1    |
|                         | Aliança Democrática       | 2 206  | 20,88 / 100,00  | Novo  | 1 / 7      | Novo |
|                         | Partido Socialista        | 1 170  | 11,08 / 100,00  | 15,25 | 1 / 7      | 2    |
|                         | União Democrática Popular | 163    | 1,54 / 100,00   | -     | 0 / 7      | -    |
| Votos Inválidos         | Votos Inválidos           | 156    | 1,48 / 100,00   | 1,76  |            |      |
| Total                   | Total                     | 10 563 | 100,00 / 100,00 |       | 7 / 7      |      |
| Eleitorado/Participação | Eleitorado/Participação   | 13 222 | 79,89 / 100,00  | 6,05  |            |      |

### Moita
| Partido                 | Partido                   | Votos  | %               | +/-  | Vereadores | +/-     |
| ----------------------- | ------------------------- | ------ | --------------- | ---- | ---------- | ------- |
|                         | Aliança Povo Unido        | 17 086 | 67,06 / 100,00  | 3,24 | 6 / 7      | Estável |
|                         | Partido Socialista        | 3 519  | 13,81 / 100,00  | 7,33 | 1 / 7      | Estável |
|                         | Partido Social Democrata  | 2 341  | 9,19 / 100,00   | -    | 0 / 7      | -       |
|                         | União Democrática Popular | 1 679  | 6,59 / 100,00   | -    | 0 / 7      | -       |
|                         | Centro Democrático Social | 292    | 1,15 / 100,00   | -    | 0 / 7      | -       |
|                         | PCTP/MRPP                 | 208    | 0,82 / 100,00   | 0,58 | 0 / 7      | Estável |
| Votos Inválidos         | Votos Inválidos           | 355    | 1,39 / 100,00   | 1,31 |            |         |
| Total                   | Total                     | 25 480 | 100,00 / 100,00 |      | 7 / 7      |         |
| Eleitorado/Participação | Eleitorado/Participação   | 33 369 | 76,36 / 100,00  | 5,71 |            |         |

### Montijo
| Partido                 | Partido                   | Votos  | %               | +/-   | Vereadores | +/-     |
| ----------------------- | ------------------------- | ------ | --------------- | ----- | ---------- | ------- |
|                         | Aliança Povo Unido        | 8 694  | 43,48 / 100,00  | 5,91  | 4 / 7      | 1       |
|                         | Partido Socialista        | 6 268  | 31,35 / 100,00  | 6,41  | 2 / 7      | 1       |
|                         | Partido Social Democrata  | 4 268  | 21,35 / 100,00  | 8,38  | 1 / 7      | Estável |
|                         | União Democrática Popular | 324    | 1,62 / 100,00   | -     | 0 / 7      | -       |
|                         | PCTP/MRPP                 | 173    | 0,87 / 100,00   | 1,16  | 0 / 7      | Estável |
| Votos Inválidos         | Votos Inválidos           | 267    | 1,34 / 100,00   | 2,22  |            |         |
| Total                   | Total                     | 19 994 | 100,00 / 100,00 |       | 7 / 7      |         |
| Eleitorado/Participação | Eleitorado/Participação   | 26 944 | 74,21 / 100,00  | 11,89 |            |         |

### Palmela
| Partido                 | Partido                   | Votos  | %               | +/-   | Vereadores | +/-     |
| ----------------------- | ------------------------- | ------ | --------------- | ----- | ---------- | ------- |
|                         | Aliança Povo Unido        | 11 304 | 59,94 / 100,00  | 16,52 | 5 / 7      | 1       |
|                         | Partido Social Democrata  | 3 362  | 17,83 / 100,00  | 8,27  | 1 / 7      | 1       |
|                         | Partido Socialista        | 3 196  | 16,95 / 100,00  | 22,10 | 1 / 7      | 2       |
|                         | União Democrática Popular | 356    | 1,89 / 100,00   | -     | 0 / 7      | -       |
|                         | PCTP/MRPP                 | 143    | 0,76 / 100,00   | 0,85  | 0 / 7      | Estável |
| Votos Inválidos         | Votos Inválidos           | 498    | 2,64 / 100,00   | 1,24  |            |         |
| Total                   | Total                     | 18 859 | 100,00 / 100,00 |       | 7 / 7      |         |
| Eleitorado/Participação | Eleitorado/Participação   | 26 956 | 69,96 / 100,00  | 11,88 |            |         |

### Santiago do Cacém
| Partido                 | Partido                 | Votos  | %               | +/-   | Vereadores | +/-     |
| ----------------------- | ----------------------- | ------ | --------------- | ----- | ---------- | ------- |
|                         | Aliança Povo Unido      | 9 114  | 54,76 / 100,00  | 8,99  | 4 / 7      | Estável |
|                         | Aliança Democrática     | 3 947  | 23,71 / 100,00  | Novo  | 2 / 7      | Novo    |
|                         | Partido Socialista      | 3 017  | 18,13 / 100,00  | 16,26 | 1 / 7      | 2       |
| Votos Inválidos         | Votos Inválidos         | 567    | 3,41 / 100,00   | 0,65  |            |         |
| Total                   | Total                   | 16 645 | 100,00 / 100,00 |       | 7 / 7      |         |
| Eleitorado/Participação | Eleitorado/Participação | 21 834 | 76,23 / 100,00  | 4,55  |            |         |

### Seixal
| Partido                 | Partido                   | Votos  | %               | +/-   | Vereadores | +/-     |
| ----------------------- | ------------------------- | ------ | --------------- | ----- | ---------- | ------- |
|                         | Aliança Povo Unido        | 21 860 | 57,79 / 100,00  | 4,51  | 6 / 9      | 1       |
|                         | Partido Social Democrata  | 7 859  | 20,78 / 100,00  | 16,14 | 2 / 9      | 2       |
|                         | Partido Socialista        | 6 549  | 17,31 / 100,00  | 13,53 | 1 / 9      | 1       |
|                         | União Democrática Popular | 897    | 2,37 / 100,00   | -     | 0 / 9      | -       |
|                         | PCTP/MRPP                 | 257    | 0,68 / 100,00   | 0,66  | 0 / 9      | Estável |
| Votos Inválidos         | Votos Inválidos           | 403    | 1,06 / 100,00   | 1,22  |            |         |
| Total                   | Total                     | 37 825 | 100,00 / 100,00 |       | 9 / 9      | 2       |
| Eleitorado/Participação | Eleitorado/Participação   | 52 173 | 72,50 / 100,00  | 5,08  |            |         |

### Sesimbra
| Partido                 | Partido                 | Votos  | %               | +/-   | Vereadores | +/-     |
| ----------------------- | ----------------------- | ------ | --------------- | ----- | ---------- | ------- |
|                         | Aliança Povo Unido      | 7 932  | 62,30 / 100,00  | 19,04 | 5 / 7      | 1       |
|                         | Aliança Democrática     | 2 474  | 19,43 / 100,00  | Novo  | 1 / 7      | Novo    |
|                         | Partido Socialista      | 1 839  | 14,45 / 100,00  | 21,81 | 1 / 7      | 2       |
|                         | PCTP/MRPP               | 62     | 0,49 / 100,00   | 2,02  | 0 / 7      | Estável |
|                         | UEDS                    | 16     | 0,13 / 100,00   | Novo  | 0 / 7      | Novo    |
| Votos Inválidos         | Votos Inválidos         | 408    | 3,20 / 100,00   | 1,18  |            |         |
| Total                   | Total                   | 12 731 | 100,00 / 100,00 |       | 7 / 7      |         |
| Eleitorado/Participação | Eleitorado/Participação | 16 360 | 77,82 / 100,00  | 11,46 |            |         |

### Setúbal
| Partido                 | Partido                   | Votos  | %               | +/-   | Vereadores | +/-     |
| ----------------------- | ------------------------- | ------ | --------------- | ----- | ---------- | ------- |
|                         | Aliança Povo Unido        | 23 614 | 44,92 / 100,00  | 10,14 | 4 / 9      | Estável |
|                         | Aliança Democrática       | 14 891 | 28,33 / 100,00  | Novo  | 3 / 9      | Novo    |
|                         | Partido Socialista        | 10 926 | 20,78 / 100,00  | 17,53 | 2 / 9      | 2       |
|                         | União Democrática Popular | 1 896  | 3,61 / 100,00   | -     | 0 / 9      | -       |
|                         | PCTP/MRPP                 | 270    | 0,51 / 100,00   | 0,37  | 0 / 9      | Estável |
| Votos Inválidos         | Votos Inválidos           | 972    | 1,85 / 100,00   | 1,07  |            |         |
| Total                   | Total                     | 52 569 | 100,00 / 100,00 |       | 9 / 9      |         |
| Eleitorado/Participação | Eleitorado/Participação   | 69 113 | 76,06 / 100,00  | 9,27  |            |         |

### Sines
| Partido                 | Partido                   | Votos | %               | +/-   | Vereadores | +/-     |
| ----------------------- | ------------------------- | ----- | --------------- | ----- | ---------- | ------- |
|                         | Aliança Povo Unido        | 3 873 | 62,03 / 100,00  | 7,58  | 4 / 5      | 1       |
|                         | Aliança Democrática       | 1 360 | 21,78 / 100,00  | Novo  | 1 / 5      | Novo    |
|                         | Partido Socialista        | 783   | 12,54 / 100,00  | 15,25 | 0 / 5      | 2       |
|                         | União Democrática Popular | 118   | 1,89 / 100,00   | -     | 0 / 5      | -       |
|                         | PCTP/MRPP                 | 28    | 0,45 / 100,00   | 1,89  | 0 / 5      | Estável |
| Votos Inválidos         | Votos Inválidos           | 82    | 1,32 / 100,00   | 2,86  |            |         |
| Total                   | Total                     | 6 244 | 100,00 / 100,00 |       | 5 / 5      |         |
| Eleitorado/Participação | Eleitorado/Participação   | 8 399 | 74,34 / 100,00  | 11,83 |            |         |